# Intervenção egípcia na Segunda Guerra Civil Líbia
A intervenção egípcia na Líbia foi significativa desde o início da Segunda Guerra Civil Líbia. A intervenção começou depois que o Estado Islâmico na Líbia divulgou um vídeo da decapitação de 21 egípcios em 12 de fevereiro de 2014. Em resposta, o Egito lançou ataques aéreos em 16 de fevereiro do mesmo ano. Depois desse incidente, o Egito tornou-se cada vez mais envolvido com a política interna da Líbia.

## Linha do tempo

### 2014
Em 12 de fevereiro de 2014, o Estado Islâmico divulgou um vídeo do grupo decapitando cristãos coptas, todos egípcios. O Egito, juntamente com o governo de Tobruk, lançou ataques aéreos em 15 e 16 de fevereiro, no leste da Líbia, em resposta às decapitações. Mais tarde naquele ano, em 19 de julho, pelo menos 21 soldados egípcios foram mortos perto da fronteira com a Líbia por um grupo islamista. 

### 2018
O Egito e os Emirados Árabes Unidos realizaram vários ataques aéreos em Derna em maio, junho e setembro contra o Estado Islâmico. Contudo, o Libyan Express divulgou um vídeo alegando que soldados egípcios estavam na linha de frente ao lado do Exército Nacional Líbio.

### 2019
Em 5 de abril, o Egito expressou sua profunda preocupação com a campanha em Trípoli e exortou todos os lados a evitarem uma escalada. O Egito também anunciou seu compromisso com os esforços da ONU para encontrar uma solução política para a Crise Líbia, acrescentando que esta seria a única opção. Em 9 de abril, o Egito expressou apoio ao Exército Nacional Líbio e seu esforço para desmantelar todas as milícias remanescentes, e também advertiu contra a intervenção estrangeira no conflito. Em 14 de abril, o presidente do Egito, Abdel Fattah el-Sisi, se reuniu com o marechal de campo Khalifa Haftar no Cairo  e anunciou seu apoio aos esforços de contraterrorismo do Exército Nacional Líbio, afirmando que "a luta contra o terrorismo" ... "permite o estabelecimento de um estado civil estável e soberano, e dará início à reconstrução da Líbia em vários campos."

### 2020
Em 5 de julho, aviões de guerra egípcios atingiram um local onde foi alegado que a Turquia estaria construindo uma base militar. 
Em 19 de julho, o presidente egípcio fez ameaças públicas ao Governo do Acordo Nacional de que o Egito enviaria tropas se Sirte fosse capturada, o que foi visto como uma declaração de guerra. No dia seguinte, o Egito aprovou a implantação de um número não revelado de tropas na Líbia. Muitos políticos e fontes de notícias dizem que isso aconteceu devido à intervenção militar turca na Líbia no início de 2020.